# Jesús Rasgado
Jesús Irigoyen Rasgado también conocido como Chu  o Chuy Rasgado (7 de enero de 1907 en Asunción Ixtaltepec, Oaxaca, México - 28 de septiembre de 1948 en San Pedro Totomachapam, Oaxaca) fue un músico, timbalero y cantante mexicano, en su repertorio compuso boleros y sones dirigió diversas bandas de música y orquestas en distintas regiones del Estado de Oaxaca, Veracruz de Ignacio de la Llave y Chiapas, su canción más conocida se titula  “Naila”   un bolero de corte romántico que hasta la fecha tiene gran popularidad. 

## Biografía
Fue hijo de Mónica Rasgado, originaria de Asunción Ixtaltepec, descendiente de una familia de músicos y Cayetano Irigoyen de origen Español, procedente de una familia de bohemios, al poco tiempo de nacido su padre abandonó su hogar quedando al cuidado de su madre, posteriormente Mónica se casó con Mateo Castillo, y debido a disturbios políticos tuvieron que abandonar Ixtaltepec y se establecieron en Santo Domingo Petapa cuando Jesús tenía 4 años. Al cumplir ocho años de edad lo enviaron a la escuela del lugar, en donde aprendió a leer y a escribir, solamente estudió hasta el segundo año de primaria debido a la muerte de su padre adoptivo, su madre quedó sin recursos y no tuvo la posibilidad de seguir su educación, por lo que se dedicó a trabajar para así poder ayudar a su madre. Conforme fue creciendo en sus ratos libres hacía con ayuda de algún utensilio cajas de madera, flautas de carrizo o de higuerilla y cuernos, sencillos instrumentos que tocaba frecuentemente entonando una canción, poseía una gran habilidad para reconocer notas músicales y aprenderlas. 
Al cumplir doce años ingresó en la banda de música local donde ejecutó sus primeros instrumentos que fueron la tambora y los platillos fue en ese momento cuando decidió que se dedicaría de lleno a la música, su primera composición fue Naela la cual se difundió rápidamente en la región del istmo de Tehuantepec afirmándose como la canción de la época. Al escuchar esta pieza acudieron a él diversos directores de orquestas para comprar sus piezas, posteriormente emprendió varias giras por diferentes pueblos. Durante quince años formó y dirigió bandas de música en la región mixe en comunidades como: Totontepec Villa de Morelos, Juquila Mixes, Malacatepec, Ixcuintepec y Santiago Zacatepec así como en diversas comunidades de la sierra sur de Oaxaca como San Carlos Yautepec, San juan Lagarcia, Camotlán y Cacalotepec. En 1938 la  Banda Filarmónica de Santiago Zacatepec ocupó el primer lugar en una feria indígena del estado donde el gobernador constitucional de Oaxaca de esa época, Vicente González Fernández, lo felicitó y le otorgó un reconocimiento por su labor a lo que Rasgado respondió: "Mejor vida para los indios del Zempoaltepetl, destrucción del caciquismo en aquella región, más escuelas y maestros."  En una ocasión el licenciado Juan Solorza en un artículo de prensa declaró: "misionero de las cumbres del Zempoaltepetl y del Suchiate", refiriéndose a la gran obra que realizó entre mixes, Pueblo zapoteco zapotecos y los pueblos del Estado de Chiapas. Años más tarde Jesús Rasgado regresó a Santo Domingo Petapa donde conoció a Elodia Sosa Celaya con quien contrajo matrimonio, posteriormente dirigió bandas de música en la región de Tuxtepec y Veracruz de Ignacio de la Llave. Finalmente el 18 de septiembre de 1948 murió en  San Pedro totomachapam, a consecuencia de una congestión cerebral. 
Esta enterrado en el pueblo de Santo Domingo Petapa, Oaxaca; junto a los restos de su madre Mónica Rasgado.

## Obra
Las composiciones que dejó Jesús Rasgado son extensas y variadas ya que van desde boleros, sones, y piezas instrumentales plasmando en ellas emoción, ternura, alegría y dolor según las vivencias que tuvo a lo largo de su vida, sus canciones cumbres fueron un total de 36, además de marchas fúnebres y parabienes dedicados a Santo Domingo de Guzmán y San Juan Degollado, entre sus piezas más destacadas se encuentran Naela, La misma noche, Somos tres, Cruel destino, La vida es un momento, Punto final, Vida y amor, El penúltimo beso, Vuelve otra vez, Altivez, Emperatriz, Renunciación, Benita López Chente, María Cristina, Tehuanita, Cruel destino y Sabrosito son. Sus piezas las han interpretado artistas de la talla de Lila Downs, Susana Harp, Geo Meneses, Hebert Rasgado, Trío Monte Albán, Trío Fantasía, Sonora Maracaibo, Orquesta Primavera de Oaxaca, Orquesta "La Hilda" de Rodolfo Cruz del Puerto, Banda de Música del Estado de Oaxaca, Banda de Filarmónica de Santiago Zacatepec, Olinka, Marsella Sam, Trío Los Arieles, Banda Mixe, Natalia Cruz, Martha Toledo entre otros.